# Zhangheotherium
Zhangheotherium es un género extinto de mamífero simetrodonto, de la familia Zhangheoteriidae. Anteriormente conocido solo por sus dientes fosilizados de corona alta y puntiaguda, Zhangheotherium, descrito de restos hallados en la provincia de Liaoning en China en 1997, es el primer simetrodonte conocido a partir de un esqueleto completo. Ha sido datado entre 145–125 millones de años, durante el Cretácico Inferior. Solo se ha nombrado a una especie, Zhangheotherium quinquecuspidens.

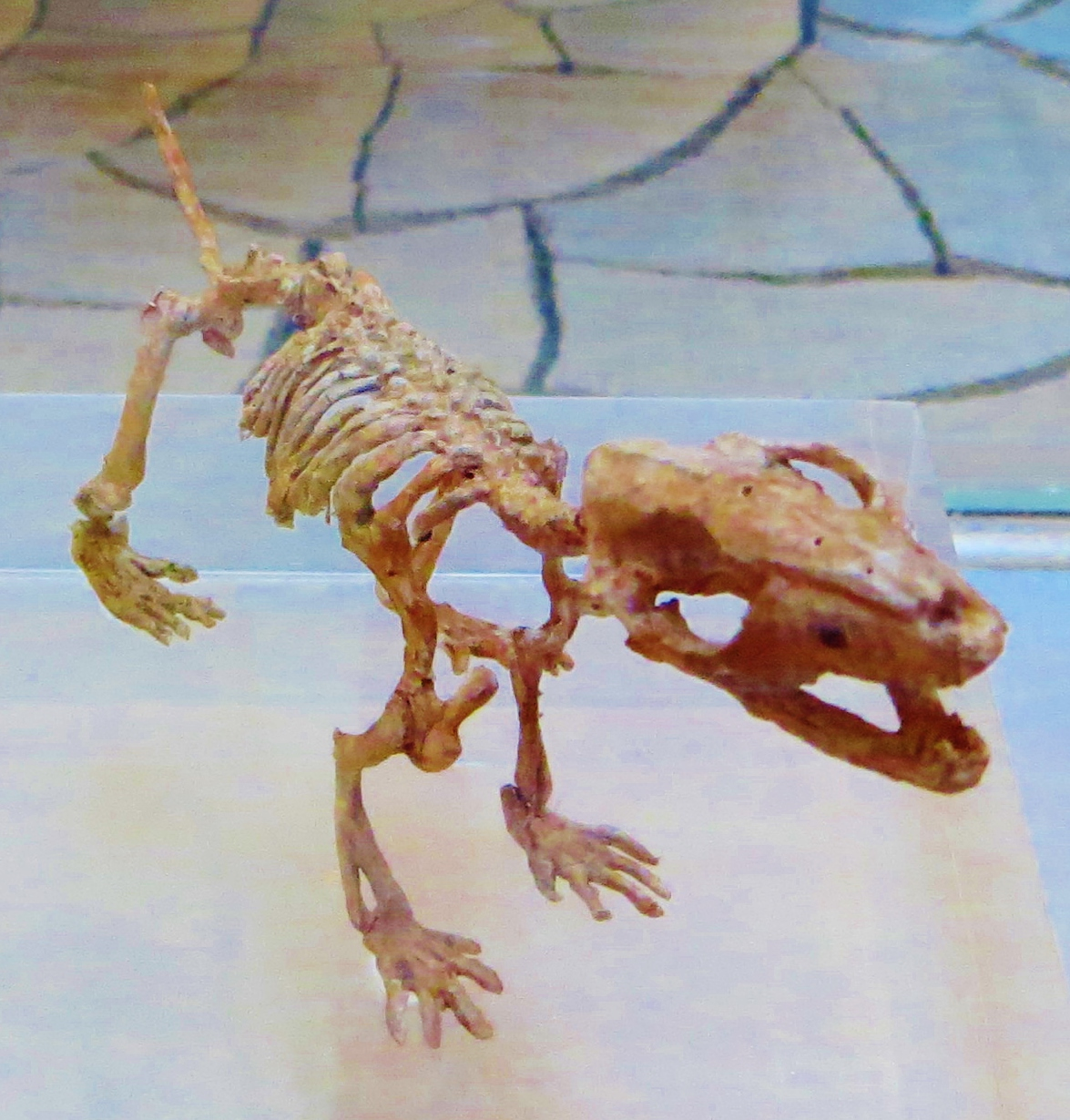
Esqueleto reconstruido.

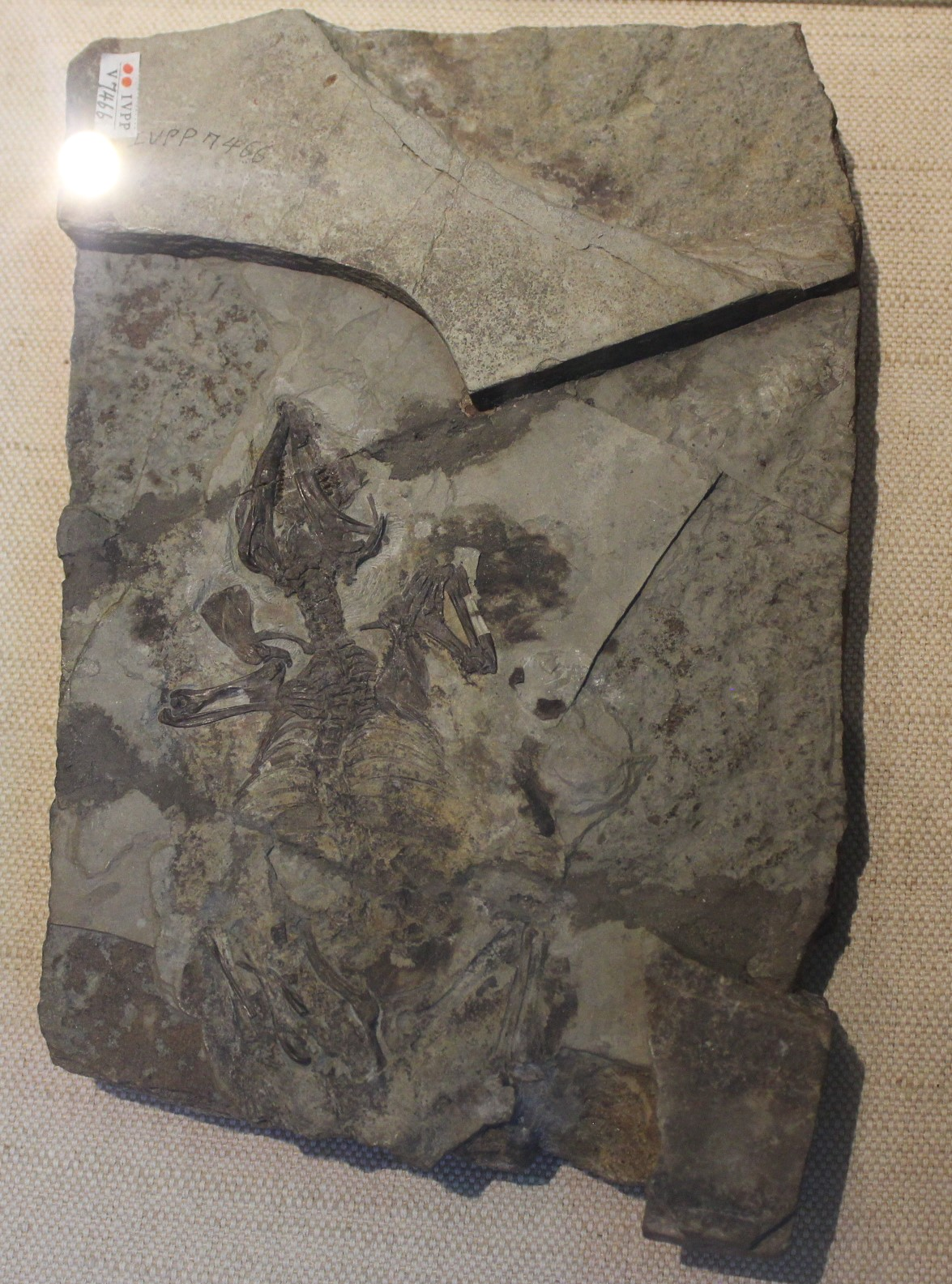
Espécimen holotipo, Museo Paleozoológico de China.

Los simetrodontes, como otros mamíferos arcaicos tales como los multituberculados y monotremas aún continúan siendo objeto de debate por sus relaciones taxonómicas. Zhangheotherium tenía muchas características primitivas; entre ellas se cuenta su espolón en el pie, como el que poseen los actuales ornitorrincos. Adicionalmente, caminaba con una postura reptiliana, como los monotremas y muchos mamíferos del Mesozoico como Jeholodens y Repenomamus. Estudios recientes han indicado la posibilidad de que tuviera un estilo de vida escansorial, ya que tenía extremidades posteriores largas y una gran área plantar en el pie, ambos rasgos óptimos para trepar.
El espécimen GMV 2124 del dinosaurio emplumado Sinosauropteryx? sp. contenía dos mandíbulas de Zhangheotherium en su región estomacal (Hurum et al. 2006). Por lo tanto, es posible que depredara a este mamífero primitivo, posiblemente de manera regular.